# Historique de la draft des Kings de Sacramento
Le tableau suivant établit l'historique des sélections de la draft des Kings de Sacramento, au sein de la National Basketball Association (NBA).

## Légende
|  | Joueur intronisé au Basketball Hall of Fame          |
|  | Joueur sélectionné en premier choix lors de sa draft |
|  | Joueur ayant participé au NBA All-Star Game          |

## Sélections

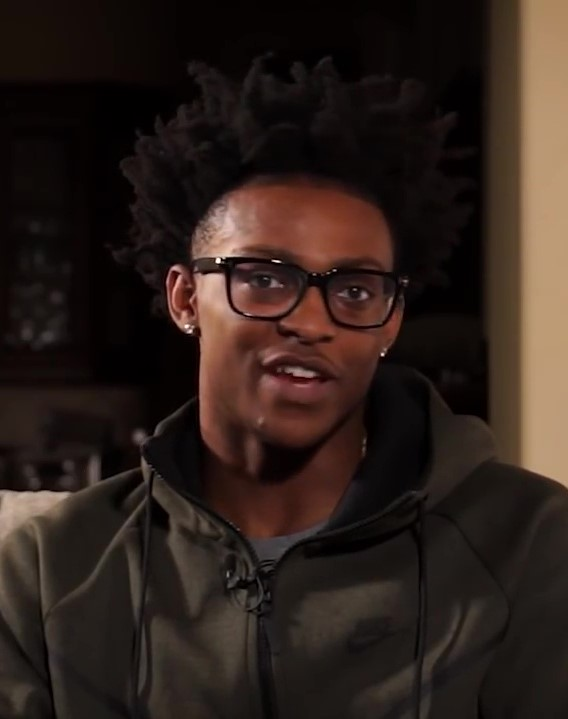
De'Aaron Fox, sélectionné en 2017.

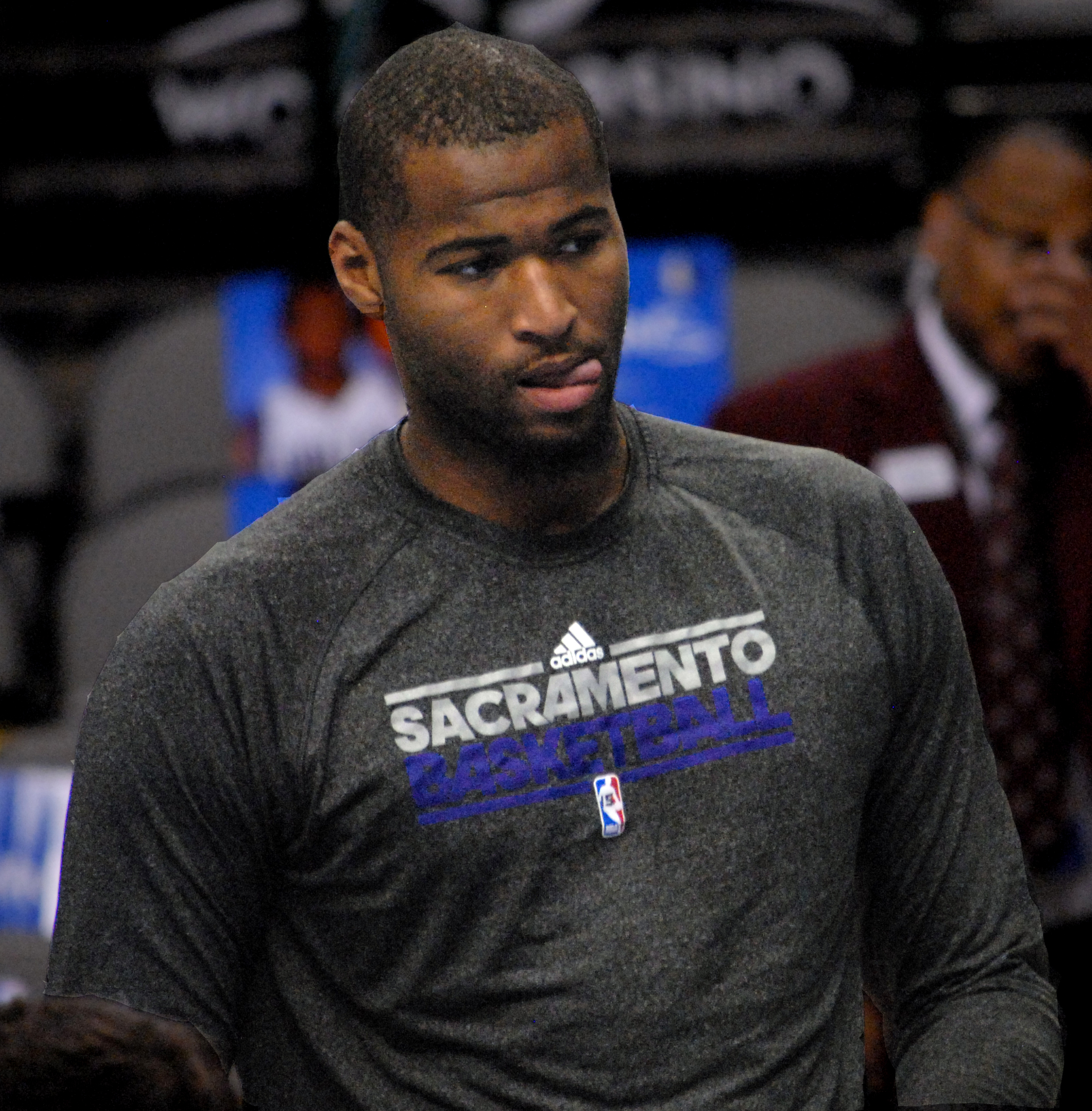
DeMarcus Cousins, sélectionné en 2010.

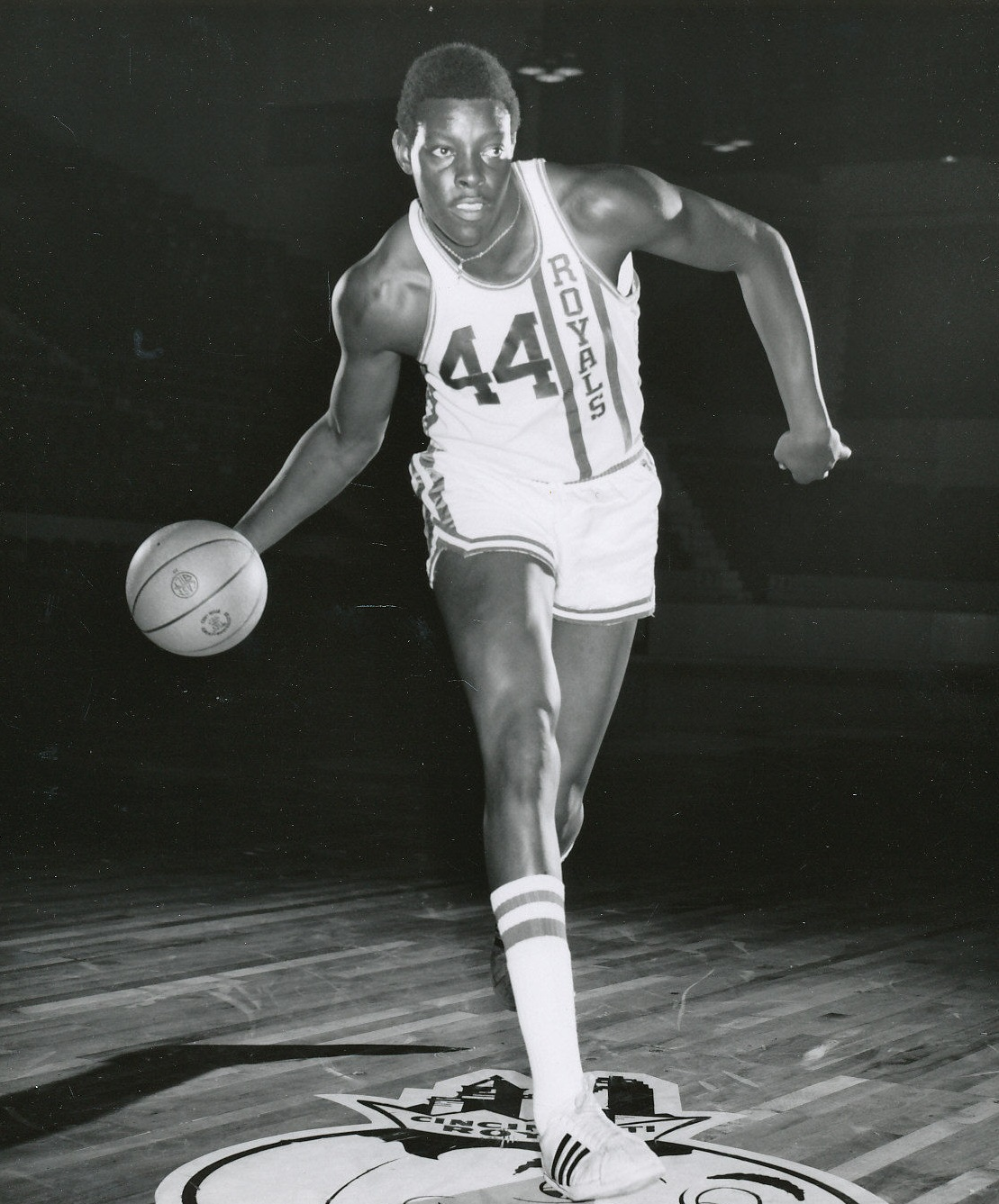
Sam Lacey, sélectionné en 1970.

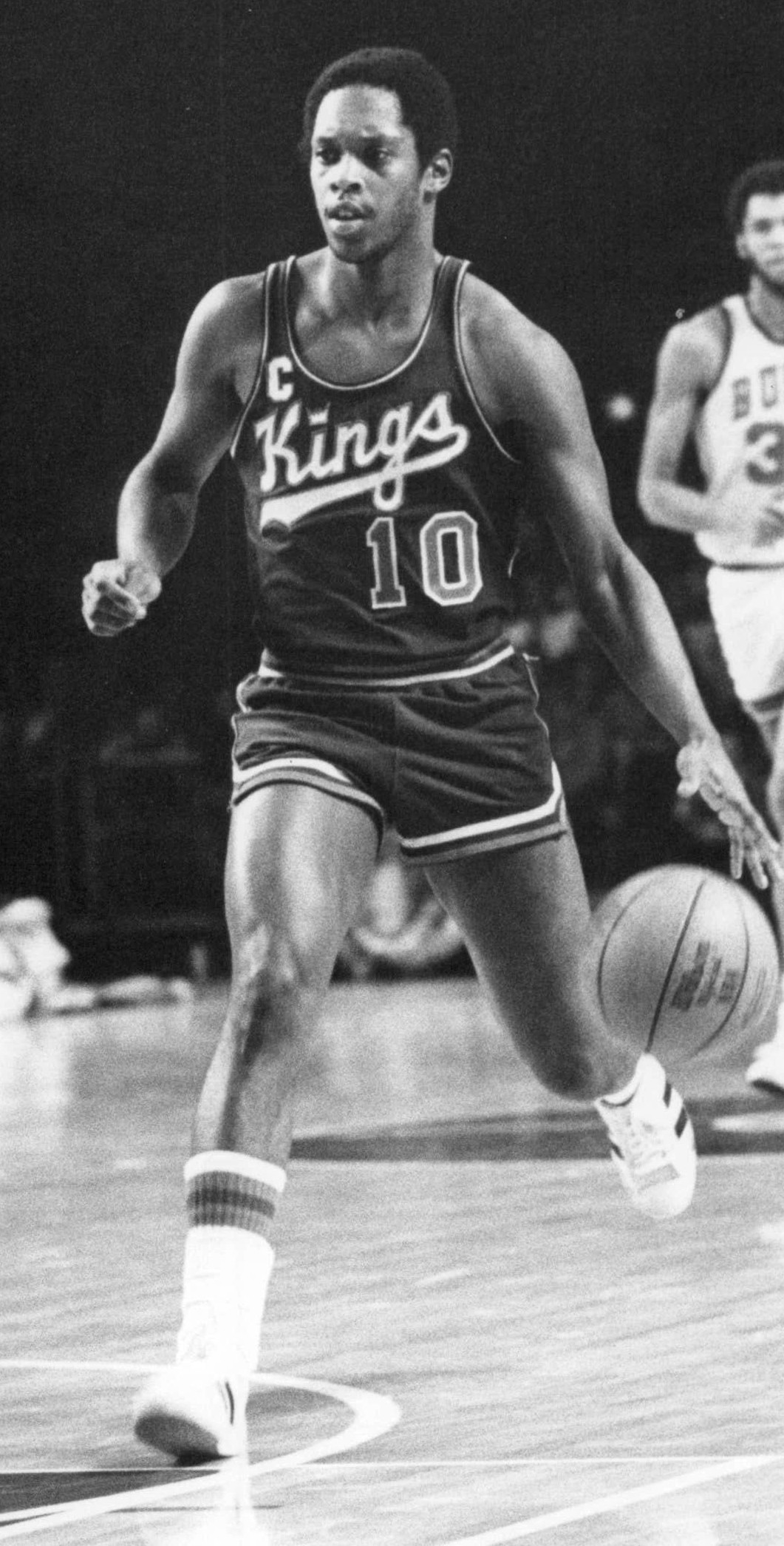
Nate Archibald, sélectionné en 1970.

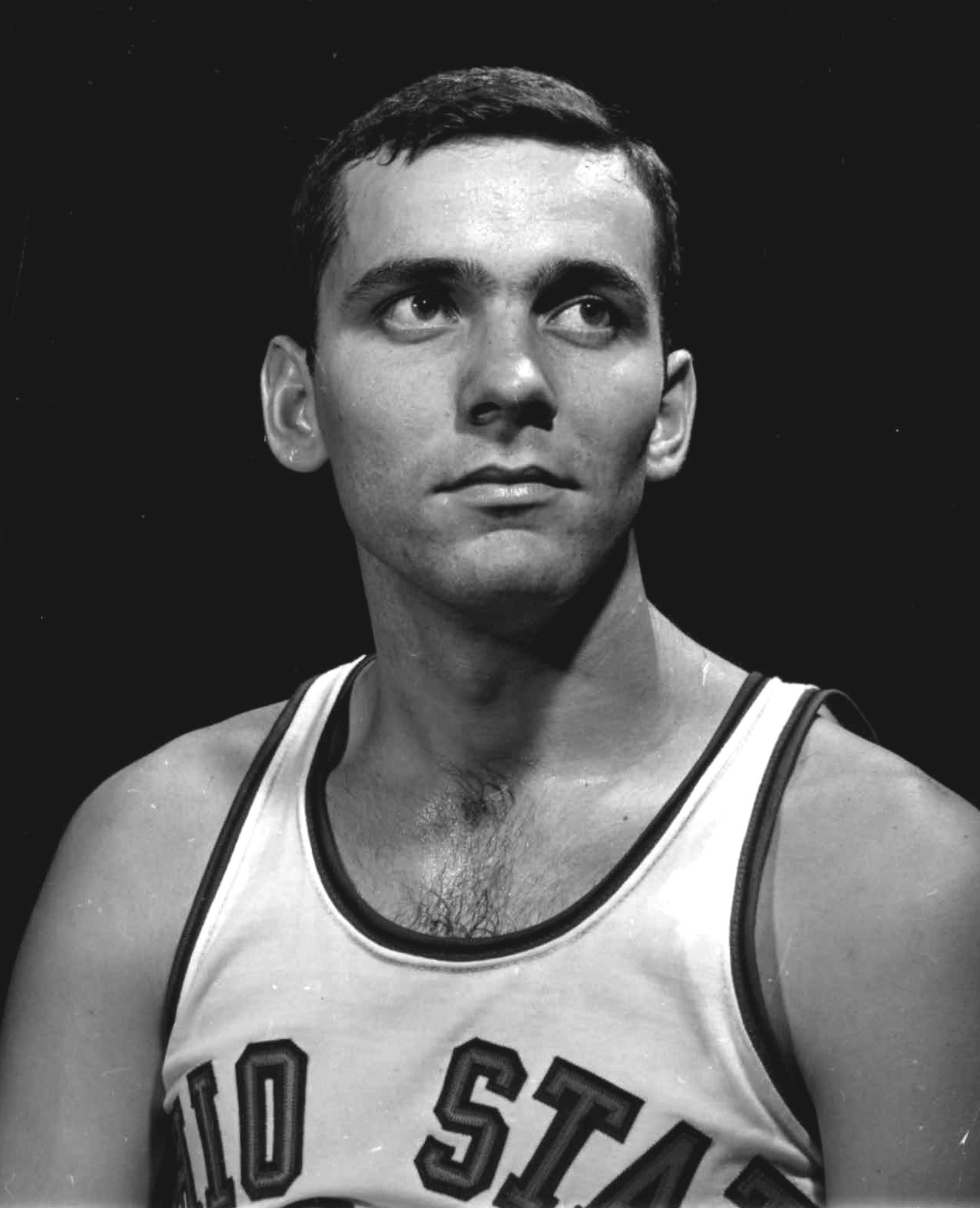
Jerry Lucas, sélectionné en 1962.

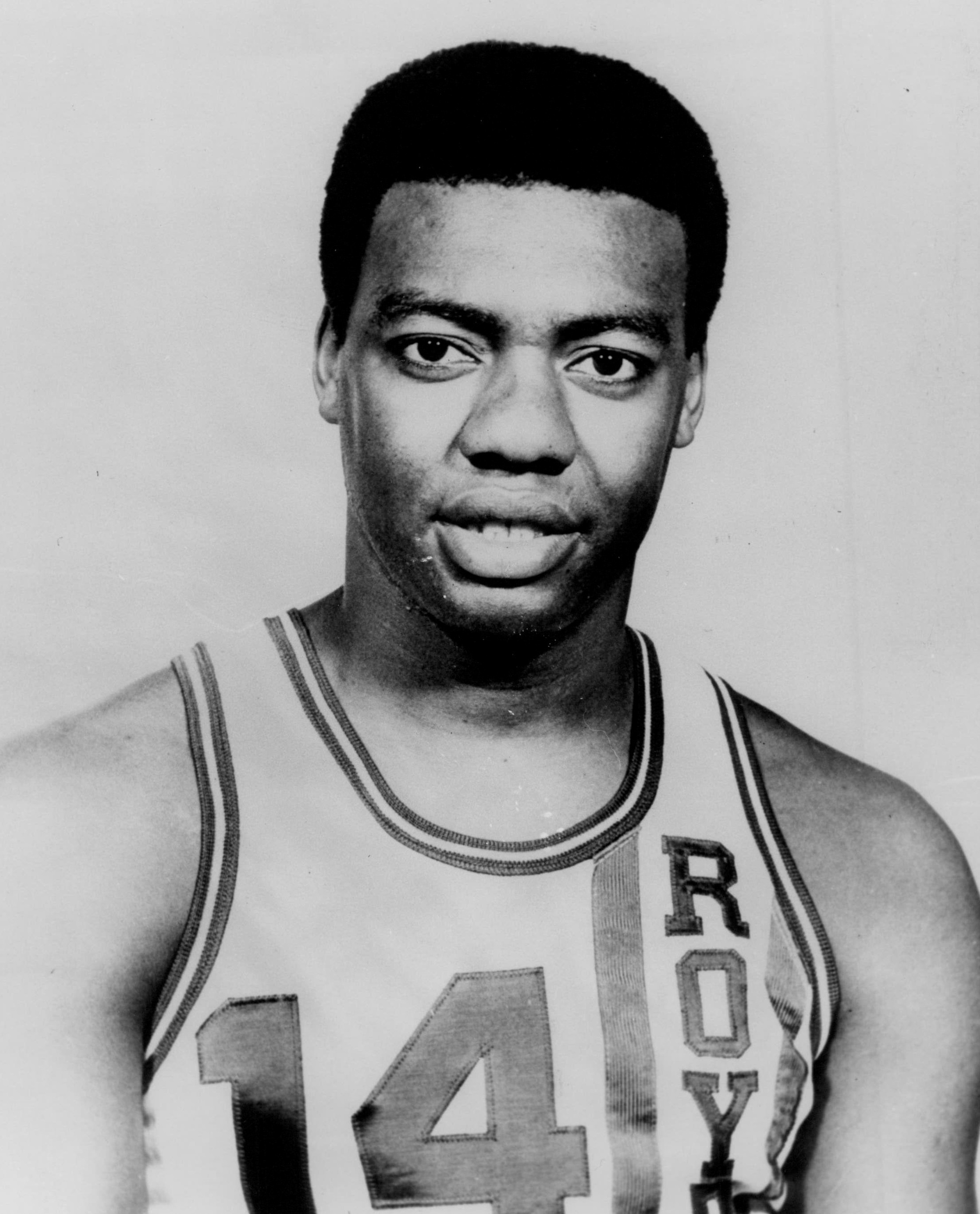
Oscar Robertson, sélectionné en 1960.

| Année | Tour | Choix | Nom du joueur           | Provenance                                          |
| ----- | ---- | ----- | ----------------------- | --------------------------------------------------- |
| 2024  | 1    | 13    | Devin Carter            | Friars de Providence                                |
| 2024  | 2    | 45    | Jamal Shead             | Cougars de Houston                                  |
| 2023  | 1    | 24    | Olivier-Maxence Prosper | Golden Eagles de Marquette                          |
| 2023  | 2    | 38    | Jordan Walsh            | Razorbacks de l'Arkansas                            |
| 2023  | 2    | 54    | Jalen Slawson           | Paladins de Furman                                  |
| 2022  | 1    | 4     | Keegan Murray           | Hawkeyes de l'Iowa                                  |
| 2022  | 2    | 37    | Jaden Hardy             | NBA G League Ignite (G League)                      |
| 2021  | 1    | 9     | Davion Mitchell         | Baylor University                                   |
| 2021  | 2    | 39    | Neemias Queta           | Utah State University                               |
| 2020  | 1    | 12    | Tyrese Haliburton       | University of Iowa State                            |
| 2020  | 2    | 35    | Xavier Tillman          | University of Michigan State                        |
| 2020  | 2    | 43    | Jahmi'us Ramsey         | University of Texas Tech                            |
| 2020  | 2    | 52    | Kenyon Martin Jr.       | IMG Academy                                         |
| 2019  | 2    | 40    | Justin James            | University of Wyoming                               |
| 2019  | 2    | 47    | Ignas Brazdeikis        | University of Michigan                              |
| 2019  | 2    | 60    | Vanja Marinkovic        |                                                     |
| 2018  | 1    | 2     | Marvin Bagley           | Duke University                                     |
| 2018  | 2    | 37    | Gary Trent Jr.          | Duke University                                     |
| 2017  | 1    | 5     | De'Aaron Fox            | University of Kentucky                              |
| 2017  | 1    | 10    | Zach Collins            | Gonzaga University                                  |
| 2017  | 2    | 34    | Frank Mason III         | University of Kansas                                |
| 2016  | 1    | 8     | Marquese Chriss         | University of Washington                            |
| 2016  | 2    | 59    | Isaiah Cousins          | University of Oklahoma                              |
| 2015  | 1    | 6     | Willie Cauley-Stein     | University of Kentucky                              |
| 2014  | 1    | 8     | Nik Stauskas            | University of Michigan                              |
| 2013  | 1    | 7     | Ben McLemore            | University of Kansas                                |
| 2013  | 2    | 36    | Ray McCallum Jr.        | University of Detroit Mercy                         |
| 2012  | 1    | 5     | Thomas Robinson         | University of Kansas                                |
| 2012  | 2    | 36    | Orlando Johnson         | University of California, Santa Barbara             |
| 2011  | 1    | 7     | Bismack Biyombo         |                                                     |
| 2011  | 2    | 35    | Tyler Honeycutt         | University of California, Los Angeles               |
| 2011  | 2    | 60    | Isaiah Thomas           | University of Washington                            |
| 2010  | 1    | 5     | DeMarcus Cousins        | University of Kentucky                              |
| 2010  | 2    | 33    | Hassan Whiteside        | Marshall University                                 |
| 2009  | 1    | 4     | Tyreke Evans            | University of Memphis                               |
| 2009  | 1    | 23    | Omri Casspi             |                                                     |
| 2008  | 1    | 12    | Jason Thompson          | Rider University                                    |
| 2008  | 2    | 42    | Sean Singletary         | University of Virginia                              |
| 2008  | 2    | 43    | Patrick Ewing Jr.       | Georgetown University                               |
| 2007  | 1    | 10    | Spencer Hawes           | University of Washington                            |
| 2006  | 1    | 19    | Quincy Douby            | Rutgers University                                  |
| 2005  | 1    | 23    | Francisco Garcia        | University of Louisville                            |
| 2004  | 1    | 26    | Kevin Martin            | Western Carolina University                         |
| 2002  | 1    | 28    | Dan Dickau              | Gonzaga University                                  |
| 2002  | 2    | 57    | Corsley Edwards         | Central Connecticut State University                |
| 2001  | 1    | 25    | Gerald Wallace          | University of Alabama                               |
| 2000  | 1    | 16    | Hedo Turkoglu           |                                                     |
| 1999  | 2    | 45    | Ryan Robertson          | University of Kansas                                |
| 1998  | 1    | 7     | Jason Williams          | University of Florida                               |
| 1998  | 2    | 36    | Jerome James            | Florida Agricultural and Mechanical University      |
| 1997  | 1    | 11    | Tariq Abdul-Wahad       | San Jose State University                           |
| 1997  | 2    | 39    | Anthony Johnson         | College of Charleston                               |
| 1996  | 1    | 14    | Peja Stojakovic         |                                                     |
| 1996  | 2    | 41    | Jason Sasser            | Texas Tech University                               |
| 1995  | 1    | 13    | Corliss Williamson      | University of Arkansas                              |
| 1995  | 2    | 47    | Tyus Edney              | University of California, Los Angeles               |
| 1995  | 2    | 51    | Dejan Bodiroga          |                                                     |
| 1994  | 1    | 8     | Brian Grant             | Xavier University                                   |
| 1994  | 2    | 35    | Michael Smith           | Providence College                                  |
| 1994  | 2    | 51    | Lawrence Funderburke    | Ohio State University                               |
| 1993  | 1    | 7     | Bobby Hurley            | Duke University                                     |
| 1993  | 2    | 31    | Evers Burns             | University of Maryland                              |
| 1993  | 2    | 44    | Alex Holcombe           | Baylor University                                   |
| 1993  | 2    | 52    | Mike Peplowski          | Michigan State University                           |
| 1992  | 1    | 7     | Walt Williams           | University of Maryland                              |
| 1991  | 1    | 3     | Billy Owens             | Syracuse University                                 |
| 1991  | 1    | 27    | Pete Chilcutt           | University of North Carolina                        |
| 1991  | 2    | 31    | Randy Brown             | New Mexico State University                         |
| 1990  | 1    | 7     | Lionel Simmons          | La Salle University                                 |
| 1990  | 1    | 14    | Travis Mays             | University of Texas at Austin                       |
| 1990  | 1    | 18    | Duane Causwell          | Temple University                                   |
| 1990  | 1    | 23    | Anthony Bonner          | Saint Louis University                              |
| 1990  | 2    | 40    | Bimbo Coles             | Virginia Polytechnic Institute and State University |
| 1989  | 1    | 1     | Pervis Ellison          | University of Louisville                            |
| 1988  | 1    | 18    | Ricky Berry             | San Jose State University                           |
| 1988  | 2    | 29    | Vinny Del Negro         | North Carolina State University                     |
| 1987  | 1    | 6     | Kenny Smith             | University of North Carolina                        |
| 1987  | 3    | 51    | Sven Myer               | University of Oregon                                |
| 1987  | 4    | 74    | Joe Arlauckas           | Niagara University                                  |
| 1987  | 5    | 97    | Vernon Carr             | Michigan State University                           |
| 1987  | 6    | 120   | Darryl Thomas           | Indiana University                                  |
| 1987  | 7    | 143   | Scott Adubato           | Upsala College                                      |
| 1986  | 1    | 17    | Harold Pressley         | Villanova University                                |
| 1986  | 2    | 34    | Johnny Rogers           | University of California, Irvine                    |
| 1986  | 3    | 57    | Bruce Douglas           | University of Illinois at Urbana-Champaign          |
| 1986  | 4    | 80    | Alvin Franklin          | University of Houston                               |
| 1986  | 4    | 91    | Bob Beecher             | Virginia Polytechnic Institute and State University |
| 1986  | 5    | 103   | Keith Morrison          | Washington State University                         |
| 1986  | 6    | 126   | John Flowers            | University of Nevada, Las Vegas                     |
| 1986  | 7    | 149   | Ron Rankin              | Southeast Missouri State University                 |
| 1985  | 1    | 6     | Joe Kleine              | University of Arkansas                              |
| 1985  | 3    | 51    | Charles Bradley         | University of South Florida                         |
| 1985  | 3    | 66    | Michael Adams           | Boston College                                      |
| 1985  | 4    | 76    | Willie Simmons          | Louisiana Tech University                           |
| 1985  | 5    | 98    | Bob Lojewski            | Saint Joseph's University                           |
| 1985  | 6    | 120   | Charles Valentine       | University of Arkansas                              |
| 1985  | 7    | 145   | Alton Gipson            | Florida State University                            |
| 1984  | 1    | 9     | Otis Thorpe             | Providence College                                  |
| 1984  | 3    | 54    | Roosevelt Chapman       | University of Dayton                                |
| 1984  | 3    | 56    | Jeff Allen              | St. John's University                               |
| 1984  | 4    | 80    | Carl Henry              | University of Kansas                                |
| 1984  | 5    | 102   | Jim Foster              | University of South Carolina                        |
| 1984  | 6    | 126   | Bruce Vanley            | University of Tulsa                                 |
| 1984  | 7    | 148   | Chipper Harris          | Robert Morris University (PA)                       |
| 1984  | 8    | 172   | Nate Rollins            | Fort Hays State University                          |
| 1984  | 9    | 193   | Greg Turner             | Auburn University                                   |
| 1984  | 10   | 216   | Victor Coleman          | Northwest Missouri State University                 |
| 1983  | 1    | 13    | Ennis Whatley           | University of Alabama                               |
| 1983  | 2    | 38    | Chris McNealy           | San Jose State University                           |
| 1983  | 3    | 60    | Steve Harriel           | Washington State University                         |
| 1983  | 4    | 84    | Mike Jackson            | University of Wyoming                               |
| 1983  | 5    | 106   | Lorenza Andrews         | Oklahoma State University                           |
| 1983  | 6    | 130   | Alvis Rogers            | Wake Forest University                              |
| 1983  | 7    | 152   | Dane Suttle             | Pepperdine University                               |
| 1983  | 8    | 176   | Preston Neumayr         | University of California, Davis                     |
| 1983  | 9    | 197   | Bernard Hill            | Oklahoma Panhandle State University                 |
| 1983  | 10   | 219   | Aaron Haskins           | Washington State University                         |
| 1982  | 1    | 5     | LaSalle Thompson        | University of Texas at Austin                       |
| 1982  | 1    | 17    | Brook Steppe            | Georgia Institute of Technology                     |
| 1982  | 3    | 51    | Jim Johnstone           | Wake Forest University                              |
| 1982  | 4    | 74    | Mike Sanders            | University of California, Los Angeles               |
| 1982  | 5    | 97    | Ken Simpson             | Grambling State University                          |
| 1982  | 6    | 120   | Poncho Wright           | University of Louisville                            |
| 1982  | 7    | 143   | Perry Range             | University of Illinois at Urbana-Champaign          |
| 1982  | 8    | 166   | Ed Nealy                | Kansas State University                             |
| 1982  | 9    | 189   | Jack Moore              | University of Nebraska                              |
| 1982  | 10   | 210   | Robert Estes            | Iowa State University                               |
| 1981  | 1    | 7     | Steve Johnson           | Oregon State University                             |
| 1981  | 1    | 17    | Kevin Loder             | Alabama State University                            |
| 1981  | 2    | 29    | Eddie Johnson           | University of Illinois at Urbana-Champaign          |
| 1981  | 3    | 58    | Curtis Berry            | University of Missouri                              |
| 1981  | 4    | 78    | Kenny Dennard           | Duke University                                     |
| 1981  | 4    | 82    | B. B. Davis             | Lamar University                                    |
| 1981  | 5    | 104   | Ulysses Reed            | University of Arkansas                              |
| 1981  | 6    | 128   | Brian Walker            | Purdue University                                   |
| 1981  | 7    | 150   | Clinton Wheeler         | William Paterson University                         |
| 1981  | 8    | 173   | Randy Smithson          | Wichita State University                            |
| 1981  | 9    | 194   | Mike Perry              | University of Richmond                              |
| 1981  | 10   | 214   | Mark Wilson             | Fort Hays State University                          |
| 1980  | 1    | 16    | Hawkeye Whitney         | North Carolina State University                     |
| 1980  | 3    | 62    | Tony Murphy             | Southern University and A&M College                 |
| 1980  | 5    | 108   | Kevin Blakley           | Eastern Michigan University                         |
| 1980  | 6    | 131   | Trent Grooms            | Kent State University                               |
| 1980  | 7    | 154   | Arnold McDowell         | Montana State University                            |
| 1980  | 9    | 193   | Charley Cole            | Delta State University                              |
| 1979  | 1    | 18    | Reggie King             | University of Alabama                               |
| 1979  | 3    | 62    | Terry Crosby            | University of Tennessee                             |
| 1979  | 4    | 85    | John McCullough         | University of Oklahoma                              |
| 1979  | 5    | 105   | Curtis Watkins          | DePaul University                                   |
| 1979  | 6    | 126   | Bob Roma                | Princeton University                                |
| 1979  | 7    | 145   | Nick Daniels            | Xavier University                                   |
| 1979  | 8    | 164   | Tony Vann               | University of Alabama at Huntsville                 |
| 1979  | 9    | 181   | Gary Wilson             | Southern Illinois University                        |
| 1979  | 10   | 200   | Russell Saunders        | University of New Mexico                            |
| 1978  | 1    | 2     | Phil Ford               | University of North Carolina                        |
| 1978  | 3    | 49    | Jeff Cook               | Idaho State University                              |
| 1978  | 3    | 52    | Mike Russell            | Texas Tech University                               |
| 1978  | 4    | 70    | Jeffrey Crompton        | University of North Carolina                        |
| 1978  | 5    | 93    | Derick Clairborne       | University of Massachusetts Amherst                 |
| 1978  | 6    | 114   | Jim Krivacs             | University of Texas at Austin                       |
| 1978  | 7    | 136   | Charles McMilliam       | North Texas State University                        |
| 1978  | 8    | 155   | Ron Hammye              | Bowling Green State University                      |
| 1977  | 1    | 2     | Otis Birdsong           | University of Houston                               |
| 1977  | 2    | 31    | Eddie Owens             | University of Nevada, Las Vegas                     |
| 1977  | 3    | 45    | Bill Paterno            | University of Notre Dame                            |
| 1977  | 3    | 53    | John Kuester            | University of North Carolina                        |
| 1977  | 4    | 75    | Larry Williams          | Texas Southern University                           |
| 1977  | 5    | 97    | Bob Chapman             | Michigan State University                           |
| 1977  | 6    | 119   | Bob Cooper              | Providence College                                  |
| 1977  | 7    | 139   | Bruce Jenner            | Graceland University                                |
| 1976  | 1    | 3     | Richard Washington      | University of California, Los Angeles               |
| 1976  | 4    | 54    | Clarence Ramsey         | University of Washington                            |
| 1976  | 5    | 71    | Willie Hodge            | Duke University                                     |
| 1976  | 6    | 89    | Andre McCarter          | University of California, Los Angeles               |
| 1976  | 7    | 107   | Craig Prosser           | Canisius College                                    |
| 1976  | 8    | 125   | Mike Davis              | Bradley University                                  |
| 1976  | 9    | 143   | Dave Logan              | University of Colorado                              |
| 1976  | 10   | 160   | Harry Bailey            | North Texas State University                        |
| 1975  | 1    | 10    | Bill Robinzine          | DePaul University                                   |
| 1975  | 1    | 13    | Bob Bigelow             | University of Pennsylvania                          |
| 1975  | 2    | 31    | Glenn Hansen            | Louisiana State University                          |
| 1975  | 3    | 49    | Bob Guyette             | University of Kentucky                              |
| 1975  | 4    | 67    | Kevin Cleuss            | St. John's University                               |
| 1975  | 5    | 85    | Ed Stahl                | University of North Carolina                        |
| 1975  | 6    | 103   | Clint Chapman           | University of Southern California                   |
| 1975  | 7    | 121   | Wayne Croft             | Clemson University                                  |
| 1975  | 8    | 139   | Jim Bostic              | New Mexico State University                         |
| 1974  | 1    | 6     | Scott Wedman            | University of Colorado                              |
| 1974  | 2    | 24    | Len Kosmalski           | University of Tennessee                             |
| 1974  | 4    | 60    | Lloyd Batts             | University of Cincinnati                            |
| 1974  | 5    | 78    | Terry Compton           | Vanderbilt University                               |
| 1974  | 6    | 96    | Ron Kennedy             | University of Arizona                               |
| 1974  | 7    | 114   | Mark Browne             | Missouri Western State College                      |
| 1974  | 8    | 132   | Richie O'Connor         | Fairfield University                                |
| 1974  | 9    | 150   | Jeff Dawson             | University of Illinois at Urbana-Champaign          |
| 1974  | 10   | 167   | Dennis White            | University of Arkansas                              |
| 1973  | 1    | 7     | Ron Behagen             | University of Minnesota                             |
| 1973  | 2    | 20    | Mike D'Antoni           | Marshall University                                 |
| 1973  | 2    | 25    | Larry McNeill           | Marquette University                                |
| 1973  | 5    | 76    | M. L. Carr              | Guilford College                                    |
| 1973  | 6    | 93    | Mike Quick              | University of San Francisco                         |
| 1973  | 7    | 110   | Mike Jeffries           | University of Missouri                              |
| 1973  | 8    | 127   | Mike Williams           | Kentucky Wesleyan College                           |
| 1973  | 9    | 143   | James Brown             | Dartmouth College                                   |
| 1973  | 10   | 157   | Ernie Kusyner           | Kansas State University                             |
| 1972  | 2    | 19    | Sam Sibert              | Kentucky State University                           |
| 1972  | 2    | 28    | Mike Ratliff            | University of Wisconsin-Eau Claire                  |
| 1972  | 3    | 38    | Ron Riley               | University of Southern California                   |
| 1972  | 4    | 53    | Frank Schade            | University of Wisconsin-Eau Claire                  |
| 1972  | 5    | 68    | David Bustion           | University of Denver                                |
| 1972  | 6    | 86    | Jerry Crocker           | Guilford College                                    |
| 1972  | 7    | 102   | Mike Sneed              | Fayetteville State University                       |
| 1972  | 8    | 119   | Jerry Clack             | Oklahoma State University                           |
| 1972  | 9    | 134   | Steve McMahon           | Merrimack College                                   |
| 1972  | 10   | 148   | David Hall              | Kansas State University                             |
| 1972  | 11   | 159   | Floyd Mathew            | Northern Arizona University                         |
| 1972  | 12   | 168   | Len Baltimore           | George Washington University                        |
| 1972  | 13   | 177   | Kent Scott              | University of Pittsburgh                            |
| 1972  | 14   | 183   | Bob Allen               | University of Missouri                              |
| 1972  | 15   | 190   | Mike Jefferies          | Oklahoma State University                           |
| 1972  | 16   | 195   | Mike Peterson           | University of Nebraska                              |
| 1971  | 1    | 4     | Ken Durrett             | La Salle University                                 |
| 1971  | 2    | 21    | John Mengelt            | Auburn University                                   |
| 1971  | 2    | 31    | Joe Bergman             | Creighton University                                |
| 1971  | 3    | 38    | Rich Yunkus             | Georgia Institute of Technology                     |
| 1971  | 4    | 55    | Sid Catlett             | University of Notre Dame                            |
| 1971  | 5    | 72    | Jim Guymond             | Eastern New Mexico University                       |
| 1971  | 5    | 73    | Tyrone Marionneaux      | Loyola University New Orleans                       |
| 1971  | 6    | 89    | Gil McGregor            | Wake Forest University                              |
| 1971  | 7    | 106   | Ollie Shannon           | University of Minnesota                             |
| 1971  | 8    | 123   | Frank Fitzgerald        | Boston College                                      |
| 1970  | 1    | 5     | Sam Lacey               | New Mexico State University                         |
| 1970  | 2    | 19    | Nate Archibald          | University of Texas at El Paso                      |
| 1970  | 2    | 22    | Doug Cook               | Davidson College                                    |
| 1970  | 3    | 39    | Greg Hyder              | Eastern New Mexico University                       |
| 1970  | 4    | 56    | Wade Fuller             | Loyola University of Chicago                        |
| 1970  | 5    | 73    | Uluss Thompson          | Wiley College                                       |
| 1970  | 6    | 90    | Charles Bishop          | Louisiana Tech University                           |
| 1970  | 7    | 107   | Michael Bernard         | Kentucky State University                           |
| 1970  | 8    | 124   | Joel McBride            | Augusta State University                            |
| 1970  | 9    | 141   | Bob Mabry               | University of Rio Grande                            |
| 1970  | 10   | 158   | Carl Johnson            | Gustavus Adolphus                                   |
| 1970  | 11   | 173   | Ted Hillary             | Saint Joseph's College                              |
| 1970  | 12   | 186   | Reggie Roach            | Virginia State University                           |
| 1970  | 13   | 196   | Larry Gray              | Huston-Tillotson University                         |
| 1970  | 14   | 206   | Andy Jennings           | Alderson-Broaddus College                           |
| 1970  | 15   | 216   | Mike Neer               | Washington & Lee University                         |
| 1970  | 16   | 225   | Paul Favorite           | Georgetown University                               |
| 1969  | 1    | 8     | Herm Gilliam            | Purdue University                                   |
| 1969  | 3    | 37    | Luther Rackley          | Xavier University                                   |
| 1969  | 3    | 41    | Luther Green            | Long Island University                              |
| 1969  | 4    | 51    | Ron Sanford             | University of New Mexico                            |
| 1969  | 5    | 65    | Jake Ford               | University of Maryland Eastern Shore                |
| 1969  | 6    | 79    | Mel Coleman             | University of Wisconsin-Stout                       |
| 1969  | 7    | 93    | L.C. Bowen              | Bradley University                                  |
| 1969  | 8    | 107   | Merton Bancroft         | Missouri State University                           |
| 1969  | 9    | 121   | James Hurley            | Transylvania University                             |
| 1969  | 10   | 135   | Bill Bowes              | Elon University                                     |
| 1969  | 11   | 149   | Jim Supple              | Georgetown University                               |
| 1969  | 12   | 162   | Mike Davis              | Colorado State University                           |
| 1969  | 13   | 174   | Ted Johnson             | Baldwin-Wallace College                             |
| 1968  | 1    | 5     | Zaid Abdul-Aziz         | Iowa State University                               |
| 1968  | 3    | 27    | Pat Frink               | University of Colorado                              |
| 1968  | 3    | 28    | Fred Foster             | Miami University                                    |
| 1968  | 4    | 41    | Dan Sparks              | Weber State University                              |
| 1968  | 5    | 55    | Jim Kissane             | Boston College                                      |
| 1968  | 6    | 69    | Calvin Martin           | Texas Southern University                           |
| 1968  | 7    | 83    | Dick Dumas              | Northeastern State University                       |
| 1968  | 8    | 97    | Dave Williams           | Mississippi State University                        |
| 1968  | 9    | 111   | Butch Joyner            | Indiana University                                  |
| 1968  | 10   | 125   | Robert Wyendanet        | Vanderbilt University                               |
| 1968  | 11   | 139   | James Robinson          | Rochester Institute of Technology                   |
| 1968  | 12   | 152   | Glynn Saulters          | University of Louisiana at Monroe                   |
| 1968  | 13   | 165   | Bill Tindall            | University of Massachusetts Amherst                 |
| 1968  | 14   | 176   | Charles Core            | Southeastern Louisiana University                   |
| 1968  | 15   | 185   | Mike Drepling           | Westminster College of Pennsylvania                 |
| 1968  | 16   | 193   | Dick Harris             | Manchester College                                  |
| 1968  | 17   | 201   | John Howard             | University of Cincinnati                            |
| 1968  | 18   | 207   | Larry Humes             | University of Evansville                            |
| 1968  | 19   | 211   | Jay Reffords            |                                                     |
| 1967  | 1    | 9     | Mel Daniels             | University of New Mexico                            |
| 1967  | 3    | 26    | Gary Gray               | Oklahoma City University                            |
| 1967  | 3    | 28    | Sam Smith               | Kentucky Wesleyan College                           |
| 1967  | 4    | 38    | Louie Dampier           | University of Kentucky                              |
| 1967  | 5    | 50    | Trooper Washington      | Cheyney University of Pennsylvania                  |
| 1967  | 6    | 62    | Frank Stronczek         | American International College                      |
| 1967  | 7    | 74    | Charlie Beasley         | Southern Methodist University                       |
| 1967  | 8    | 86    | Frank Hollendoner       | Georgetown University                               |
| 1967  | 9    | 97    | Ron Sepic               | Ohio State University                               |
| 1967  | 10   | 108   | Willie Davis            | North Texas State University                        |
| 1967  | 11   | 118   | Ken Callaway            | University of Cincinnati                            |
| 1967  | 12   | 129   | Frank Gadjunas          | Villanova University                                |
| 1967  | 13   | 138   | John Moates             | University of Richmond                              |
| 1967  | 14   | 144   | Jerry Pettway           | Northwood Institute                                 |
| 1967  | 15   | 150   | Earl Beechum            | Midwestern State University                         |
| 1967  | 16   | 155   | John Vermelyea          | Morningside College                                 |
| 1967  | 17   | 158   | Darryll Meachem         | Edinboro University of Pennsylvania                 |
| 1966  | 1    | 6     | Walt Wesley             | University of Kansas                                |
| 1966  | 2    | 16    | Jerry Lee Wells         | Oklahoma City University                            |
| 1966  | 3    | 26    | Jim Ware                | Oklahoma City University                            |
| 1966  | 4    | 36    | Charles Schmaus         | Virginia Military Institute                         |
| 1966  | 5    | 47    | Richard Parks           | Saint Louis University                              |
| 1966  | 6    | 56    | Steve Cunningham        | Western Kentucky University                         |
| 1966  | 7    | 65    | Gary Schull             | Florida State University                            |
| 1966  | 8    | 74    | Ron Krick               | University of Cincinnati                            |
| 1966  | 9    | 81    | Billy Smith             | Loyola University of Chicago                        |
| 1966  | 10   | 88    | Freddie Lewis           | Arizona State University                            |
| 1966  | 11   | 95    | R. B. Lynam             | Oklahoma Baptist University                         |
| 1965  | 1    | 7     | Nate Bowman             | Wichita State University                            |
| 1965  | 2    | 15    | Flynn Robinson          | University of Wyoming                               |
| 1965  | 3    | 24    | Jon McGlocklin          | Indiana University                                  |
| 1965  | 4    | 33    | Bob Love                | Southern University and A&M College                 |
| 1965  | 5    | 42    | Warren Isaac            | Iona College                                        |
| 1965  | 6    | 51    | Leon Clements           | Ouachita Baptist University                         |
| 1965  | 7    | 59    | Jeff Gehring            | Miami University                                    |
| 1965  | 8    | 67    | Jim Fox                 | University of South Carolina                        |
| 1965  | 9    | 73    | Ron Krick               | University of Cincinnati                            |
| 1965  | 10   | 79    | Richie Dec              | Seton Hall University                               |
| 1965  | 11   | 85    | Dick Maile              | Louisiana State University                          |
| 1965  | 12   | 91    | Robert McCollough       | Benedict College                                    |
| 1965  | 13   | 96    | Oliver Jones            | Albany State University                             |
| 1965  | 14   | 100   | Larry Franks            | University of Texas at Austin                       |
| 1965  | 15   | 104   | Ronald Scharf           | Georgia Institute of Technology                     |
| 1965  | 16   | 108   | Willie Porter           | Tennessee State University                          |
| 1964  | T    |       | George Wilson           | University of Cincinnati                            |
| 1964  | 2    | 15    | Bill Chmielewski        | University of Dayton                                |
| 1964  | 3    | 24    | Steve Courtin           | Saint Joseph's University                           |
| 1964  | 4    | 33    | Happy Hairston          | New York University                                 |
| 1964  | 5    | 42    | George Kirk             | University of Memphis                               |
| 1964  | 6    | 51    | Al Thresher             | Wittenberg University                               |
| 1964  | 7    | 60    | Vic Rouse               | Loyola University of Chicago                        |
| 1964  | 8    | 69    | Joe Gieger              | Xavier University                                   |
| 1964  | 9    | 76    | Scotty Pierce           | West Texas A&M University                           |
| 1964  | 10   | 83    | Bob Neumann             | University of Memphis                               |
| 1964  | 11   | 89    | Jim Reynolds            | Abilene Christian University                        |
| 1964  | 12   | 93    | Fred Jones              | Youngstown State University                         |
| 1963  | T    |       | Tom Thacker             | University of Cincinnati                            |
| 1963  | 3    | 22    | Jimmy Rayl              | Indiana University                                  |
| 1963  | 4    | 31    | Ken Charlton            | University of Colorado                              |
| 1963  | 5    | 40    | Mac Herndon             | Bradley University                                  |
| 1963  | 6    | 49    | Jim McCormack           | West Virginia University                            |
| 1963  | 7    | 58    | Hunter Beckman          | University of Memphis                               |
| 1962  | T    |       | Jerry Lucas             | Ohio State University                               |
| 1962  | 2    | 13    | Bud Olsen               | University of Louisville                            |
| 1962  | 3    | 22    | Chris Appel             | University of Southern California                   |
| 1962  | 4    | 31    | Jack Thobe              | Xavier University                                   |
| 1962  | 5    | 40    | Mike Wroblewski         | Kansas State University                             |
| 1962  | 6    | 49    | Jerry Foster            | Drake University                                    |
| 1962  | 7    | 58    | Gary Cunningham         | University of California, Los Angeles               |
| 1962  | 8    | 66    | Ed Bento                | Loyola Marymount University                         |
| 1962  | 9    | 75    | Chris Jones             | Carson-Newman College                               |
| 1962  | 10   | 83    | George Knighton         | New Mexico State University                         |
| 1962  | 11   | 88    | Frank Pinchback         | Xavier University                                   |
| 1961  | 1    | 3     | Larry Siegfried         | Ohio State University                               |
| 1961  | 2    | 11    | Bob Wiesenhahn          | University of Cincinnati                            |
| 1961  | 3    | 25    | Bevo Nordmann           | Saint Louis University                              |
| 1961  | 4    | 34    | Lowery Kirk             | University of Memphis                               |
| 1961  | 5    | 43    | Rossie Johnson          | Tennessee State University                          |
| 1961  | 6    | 52    | Bob Slobodnik           | Duquesne University                                 |
| 1961  | 7    | 61    | Dave Zeller             | Miami University                                    |
| 1961  | 8    | 70    | Jerry Thelen            | Thomas More College                                 |
| 1961  | 9    | 78    | Larry Krueger           | Ohio University                                     |
| 1961  | 10   | 85    | Jack Waters             | University of Mississippi                           |
| 1961  | 11   | 93    | Carl Short              | Newberry College                                    |
| 1961  | 12   | 100   | George Patterson        | University of Toledo                                |
| 1961  | 13   | 103   | Clair McRoberts         | Monmouth University                                 |
| 1961  | 14   | 106   | Carl Bouldin            | University of Cincinnati                            |
| 1960  | T    | 1     | Oscar Robertson         | University of Cincinnati                            |
| 1960  | 2    | 9     | Jay Arnette             | University of Texas at Austin                       |
| 1960  | 3    | 17    | Ralph Davis             | University of Cincinnati                            |
| 1960  | 4    | 25    | Dalen Showalter         | University of Tennessee                             |
| 1960  | 5    | 33    | Don Ogorek              | Seattle University                                  |
| 1960  | 6    | 41    | Bobby Joe Mason         | Bradley University                                  |
| 1960  | 7    | 49    | Fred Sobrero            | Santa Clara University                              |
| 1960  | 8    | 56    | Sam Stith               | St. Bonaventure University                          |
| 1960  | 9    | 63    | Al Nealey               | Arizona State University                            |
| 1960  | 10   | 70    | Lon Sizemore            | West Virginia University Institute of Technology    |
| 1960  | 11   | 75    | Dennis Moore            | Regis University                                    |
| 1960  | 12   | 80    | Ron Altenberg           | Cornell College                                     |
| 1960  | 13   | 85    | John Milhoan            | Marshall University                                 |
| 1960  | 14   | 88    | Larry Chaney            | Montana State University                            |
| 1960  | 15   | 90    | Ducky Potter            | Moravian College                                    |
| 1960  | 16   | 92    | Gene Jordan             | Northwest Missouri State University                 |
| 1960  | 17   | 94    | Ernie McCray            | University of Arizona                               |
| 1960  | 18   | 96    | Don Mills               | University of Kentucky                              |
| 1960  | 19   | 98    | Larry Willey            | University of Cincinnati                            |
| 1960  | 20   | 99    | Tony Wilcox             | Wittenberg University                               |
| 1960  | 21   | 100   | Jim McDonald            | West Virginia Wesleyan College                      |
| 1959  | 1    | 1     | Bob Boozer              | Kansas State University                             |
| 1959  | 3    | 15    | Mike Mendenhall         | University of Cincinnati                            |
| 1959  | 4    | 23    | Leo Byrd                | Marshall University                                 |
| 1959  | 5    | 31    | Harry Kirchner          | Texas Christian University                          |
| 1959  | 6    | 39    | Don Hennon              | University of Pittsburgh                            |
| 1959  | 7    | 47    | Dale Moore              | Eastern Kentucky University                         |
| 1959  | 8    | 54    | Don Matuszak            | Kansas State University                             |
| 1959  | 9    | 60    | Joe Billy McDade        | Bradley University                                  |
| 1959  | 10   | 66    | Joe Viviano             | Xavier University                                   |
| 1959  | 11   | 72    | Charley Brown           | Seattle University                                  |
| 1959  | 12   | 78    | Roger Wendel            | University of Tulsa                                 |
| 1958  | 1    | 2     | Archie Dees             | Indiana University                                  |
| 1958  | 2    | 9     | Vern Hatton             | University of Kentucky                              |
| 1958  | 3    | 17    | Bucky Bockhorn          | University of Dayton                                |
| 1958  | 4    | 25    | Red Murrell             | Drake University                                    |
| 1958  | 5    | 33    | Jim Fulmer              | University of Alabama                               |
| 1958  | 6    | 41    | Jim McClennan           | Saint Francis University                            |
| 1958  | 7    | 49    | Wayne Stevens           | University of Cincinnati                            |
| 1958  | 8    | 57    | Bob Mantz               | Lafayette College                                   |
| 1958  | 9    | 64    | Larry Staverman         | Thomas More College                                 |
| 1958  | 10   | 70    | Jack Parr               | Kansas State University                             |
| 1958  | 11   | 75    | Frank Tartaton          | Xavier University                                   |
| 1958  | 12   | 79    | Don Medsker             | Iowa State University                               |
| 1958  | 13   | 83    | Jerry DuPont            | University of Louisville                            |
| 1958  | 14   | 84    | Jim Newcomb             | Duke University                                     |
| 1958  | 15   | 85    | Adrian Smith            | University of Kentucky                              |
| 1958  | 16   | 86    | Jack McCarthy           | University of Dayton                                |
| 1958  | 17   | 87    | John Powell             | Miami University                                    |
| 1957  | 1    | 1     | Hot Rod Hundley         | West Virginia University                            |
| 1957  | 2    | 9     | Dick Duckett            | St. John's University                               |
| 1957  | 3    | 17    | Jerry Paulson           | Manhattan College                                   |
| 1957  | 4    | 25    | Jed Dormeyer            | University of Minnesota                             |
| 1957  | 5    | 33    | Stewart Murray          | Lafayette College                                   |
| 1957  | 6    | 41    | John Maglio             | North Carolina State University                     |
| 1957  | 7    | 49    | Chet Forte              | Columbia University                                 |
| 1957  | 8    | 56    | Bob Daniels             | Western Kentucky University                         |
| 1957  | 9    | 63    | Dick Heise              | DePaul University                                   |
| 1957  | 10   | 70    | Mel Wright              | Oklahoma State University                           |
| 1957  | 11   | 76    | Cliff Hafer             | North Carolina State University                     |
| 1957  | 12   | 79    | Jim Boothe              | Xavier University                                   |
| 1956  | 1    | 1     | Si Green                | Duquesne University                                 |
| 1956  |      |       | Bob Burrow              | University of Kentucky                              |
| 1956  |      |       | Carl Cain               | University of Iowa                                  |
| 1956  |      |       | Gene Carpenter          | Texas Tech University                               |
| 1956  |      |       | Clayton Carter          | Oklahoma State University                           |
| 1956  |      |       | Dan Mannix              | St. Francis College                                 |
| 1956  |      |       | Johnny McCarthy         | Canisius College                                    |
| 1956  |      |       | Jerry Moreman           | University of Louisville                            |
| 1956  |      |       | Dave Piontek            | Xavier University                                   |
| 1956  |      |       | Kevin Thomas            | Boston University                                   |
| 1956  |      |       | Bill Uhl                | University of Dayton                                |
| 1955  | 1    | 2     | Maurice Stokes          | Saint Francis University                            |
| 1955  | 2    | 8     | Jack Twyman             | University of Cincinnati                            |
| 1955  | 3    | 16    | Ed Fleming              | Niagara University                                  |
| 1955  | 4    | 24    | Bob McKeen              | University of California                            |
| 1955  | 5    | 32    | Bill Evans              | University of Kentucky                              |
| 1955  |      |       | Bob Armstrong           | Michigan State University                           |
| 1955  |      |       | Harry Jorgensen         | University of Wyoming                               |
| 1955  |      |       | Jerry Jung              | Kansas State University                             |
| 1955  |      |       | Jim McConnell           | Niagara University                                  |
| 1955  |      |       | John Prudhoe            | University of Louisville                            |
| 1955  |      |       | Art Quimby              | University of Connecticut                           |
| 1955  |      |       | Tony Vlastelica         | Oregon State University                             |
| 1954  | 1    | 7     | Tom Marshall            | Western Kentucky University                         |
| 1954  | 2    | 16    | Boris Nachamkin         | New York University                                 |
| 1954  | 3    | 25    | Lee Morton              | Cornell University                                  |
| 1954  | 4    | 34    | Art Spoelstra           | Western Kentucky University                         |
| 1954  | 5    | 43    | Bo Erias                | Niagara University                                  |
| 1954  | 6    | 52    | Red Davis               | St. John's University                               |
| 1954  | 7    | 61    | Bill Hull               | Utah State University                               |
| 1954  | 8    | 70    | Paul Morrow             | University of Wisconsin                             |
| 1954  | 9    | 78    | Roy Irvin               | University of Southern California                   |
| 1954  | 10   | 87    | Ed Parchinski           | Fordham University                                  |
| 1954  | 11   | 95    | Jim Paxson              | University of Dayton                                |
| 1953  | 1    | 4     | Richie Regan            | Seton Hall University                               |
| 1953  |      |       | Will Bales              | Eastern Kentucky University                         |
| 1953  |      |       | Hugh Beins              | Georgetown University                               |
| 1953  |      |       | Bill Edwards            | St. Bonaventure University                          |
| 1953  |      |       | Jim Gerber              | Bowling Green State University                      |
| 1953  |      |       | Bob Goss                | North Carolina State University                     |
| 1953  |      |       | Dick Gross              | Wheaton College                                     |
| 1953  |      |       | Ed Kohl                 | Regis University                                    |
| 1953  |      |       | John Kurz               | Loyola Marymount University                         |
| 1953  |      |       | Gene Lambert            | University of Arkansas                              |
| 1953  |      |       | Nick McGuire            | Villanova University                                |
| 1953  |      |       | Frank Reddout           | Syracuse University                                 |
| 1953  |      |       | Jim Scottie             | West Virginia University                            |
| 1953  |      |       | Kenny Sears             | Santa Clara University                              |
| 1953  |      |       | Kendall Sheets          | Oklahoma State University                           |
| 1953  |      |       | Tex Silverman           | George Washington University                        |
| 1953  |      |       | Paul Smaagard           | Hamline University                                  |
| 1953  |      |       | Norm Swanson            | University of Detroit Mercy                         |
| 1953  |      |       | Will Walls              | Miami University                                    |
| 1952  | 1    | 8     | Chuck Darling           | University of Iowa                                  |
| 1952  |      |       | Bryant Ivey             | University of Alabama                               |
| 1952  |      |       | Leroy Leslie            | University of Notre Dame                            |
| 1952  |      |       | Ronnie MacGilvray       | St. John's University                               |
| 1952  |      |       | Jewell McDowell         | Texas A&M University                                |
| 1952  |      |       | Jack McMahon            | St. John's University                               |
| 1952  |      |       | Sam Miranda             | Indiana University                                  |
| 1952  |      |       | Jerry Romney            | Brigham Young University                            |
| 1952  |      |       | Ray Royce               | University of Houston                               |
| 1952  |      |       | Arnold Smith            | City College of New York                            |
| 1952  |      |       | Ray Sonnenberg          | Saint Louis University                              |
| 1952  |      |       | Ray Steiner             | Saint Louis University                              |
| 1952  |      |       | Bob Whitmer             | Florida State University                            |
| 1951  | 1    | 8     | Sam Ranzino             | North Carolina State University                     |
| 1951  | 2    | 17    | Ray Ragelis             | Northwestern University                             |
| 1951  | 3    | 27    | Fred Diute              | St. Bonaventure University                          |
| 1951  | 4    | 37    | Elmer Behnke            | Bradley University                                  |
| 1951  | 5    | 47    | Dan Bagley              | University of Notre Dame                            |
| 1951  | 6    | 57    | Jim Ove                 | Valparaiso University                               |
| 1951  | 7    | 67    | John Brown              | Southern Methodist University                       |
| 1951  | 8    | 76    | George Davidson         | Lafayette College                                   |
| 1950  | 1    | 9     | Joe McNamee             | University of San Francisco                         |
| 1950  | 2    |       | George Stanich          | University of California, Los Angeles               |
| 1950  | 3    |       | Bob Roper               | John Carroll University                             |
| 1950  | 4    |       | Chet Giermak            | College of William & Mary                           |
| 1950  | 5    |       | Joe Nelson              | Brigham Young University                            |
| 1950  | 6    |       | John Givens             | Western Kentucky University                         |
| 1950  | 7    |       | Dan Kahler              | Southwestern College                                |
| 1950  | 8    |       | Carl Kraushaar          | University of California, Los Angeles               |
| 1950  | 9    |       | Warren Switzer          | Rice University                                     |
| 1950  | 10   |       | Harry Foley             | Niagara University                                  |
| 1949  | 1    | 10    | Pep Saul                | Seton Hall University                               |
| 1949  | 2    |       | Jack Coleman            | University of Louisville                            |
| 1948  | 1    | 10    | Bobby Wanzer            | Seton Hall University                               |
| 1948  |      |       | Alex Athas              | Tulane University                                   |
| 1948  |      |       | Bill Gabor              | Syracuse University                                 |
| 1948  |      |       | Ed Keim                 | Niagara University                                  |
| 1948  |      |       | Leo Kubiak              | Bowling Green State University                      |
| 1948  |      |       | Johnny Macknowski       | Seton Hall University                               |
| 1948  |      |       | Lionel Melamed          | City College of New York                            |
| 1948  |      |       | Hank O'Keefe            | Canisius College                                    |
| 1948  |      |       | Warren Stickel          | Syracuse University                                 |
| 1948  |      |       | Paul Yesavi             | Niagara University                                  |